# پرتره پیر ماریا روسی اهل سان سکوندو
پرترهٔ پیر ماریا روسی اهل سان سکوندو (به ایتالیایی: Ritratto di Pier Maria Rossi di San Secondo)، اثر نقاش شیوه گرای ایتالیایی قرون وسطی جیرولامو فرانچسکو ماریا ماتزولا معروف به پارمیجانینو است. وی این تابلو را بین سال‌های ۱۵۳۵ تا ۱۵۳۹ میلادی خلق نموده‌است.
تابلوی مذکور هم‌اکنون در موزه ای در مادرید نگهداری می‌گردد. این اثر به با ابعاد ۱۳۳ در ۹۸ سانتی‌متر و به صورت رنگ روغن کار شده‌است.